# 奎寧
奎寧，又稱金雞納霜，化學上稱為金雞納鹼，分子式C20H24N2O2，是一種用於治療與預防瘧疾且可治療焦蟲症的藥物。在治療惡性瘧原蟲時，如果病原體對於氯化奎寧和青蒿素皆產生抗藥性時，即會使用奎寧作治療，不過不建議用來治療睡眠腳動症。可以用口服或是靜脈注射來給藥。世界上有些地區已出現對奎寧呈抗藥性的瘧疾。
常見副作用包括頭痛、耳鳴、視覺障礙以及盜汗。更嚴重的可能有失聰、血小板低下和心律不整。奎寧或許會讓使用者更容易有傷的情形。目前對於懷孕中的婦女使用奎寧，會否對胎兒造成有害的影響還不確定，但十分推荐用於治療患瘧疾的孕婦。然而，其作用机制尚未完全明朗。
1632年以前，人們就已經知道樹皮的萃取物可以治療瘧疾。1820年時，佩爾蒂埃和卡旺圖首次從金雞納樹的樹皮中萃取出奎寧。奎寧作為世界衛生組織基本藥物標準清單上的藥物，也是基礎醫療中極重要的藥品。每一次的治療，它的量販價格大約介於1.7美元到3.4美元之間。在美國，單次療程的花費大約是250美元。

## 用途
医疗上应用它的几种盐类，作為解熱以及防治各种瘧疾，但癒后容易复发。副作用不少，主要为耳鸣、重听、头昏、恶心、呕吐等，统称金鸡纳反应。
硫酸奎宁和盐酸奎宁均是味道极苦的白色结晶，前者微溶于水，供口服，后者易溶于水，供注射用。优奎宁（Euquininum）是奎宁的乙基碳酸酯，為几乎无味的白色晶体，可供儿童口服用。奎宁也是通寧水的原料。
关于奎宁有一則流傳很廣的故事說，1638年當時祕魯總督的夫人金瓊（Condessa de Chinchon）染上間日瘧，由統治安地斯地區的西班牙省長帶來了一些金雞納樹樹皮磨成的粉。據當地的原住民告訴省長，這種樹皮可以退燒，結果真的有效。後來女伯爵把這帖藥帶回故鄉西班牙，當時瘧疾在歐洲大陸肆虐，這種樹皮粉就成為歐洲人首次能有效治療瘧疾的藥品。但經歷史研究發現，可能根本無此事，總督夫人沒得過瘧疾。奎宁治疗疟疾的最有效形式被发现于1737年，1820年法國化學家佩爾蒂埃與卡旺圖從規那（quina）的樹皮中單離出來，將之稱為奎寧或金雞納霜（quinine），名稱來自印加土語的樹名quina-quina。1850年左右开始大规模使用。
1693年，法国传教士洪若翰曾用金鸡纳霜治癒康熙帝的疟疾。后来，曹雪芹的祖父金陵织造曹寅因患疟，曾向康熙帝索要金鸡纳霜。苏州织造李煦上奏云：“寅向臣言，医生用药，不能见效，必得主子圣药救我。”康熙知道後特地“赐驿马星夜赶去”，還一再吩咐“若不是疟疾，此药用不得，须要认真，万嘱万嘱。”在藥物趕到之前，曹寅去世。
二戰期間美國的斯特林製藥公司以此為引導，合成了氯奎寧，藥效良好。氯奎寧在戰後成為抗瘧最重要的藥物。
通寧水含有微量奎寧，約是藥用量之百分之一。

### COVID-19
因嚴重特殊傳染性肺炎病毒肆虐全球，因為幾乎各種藥方都無效，於是醫學界除了努力開發疫苗與研製新藥瑞德西韋之外，在美國的華盛頓州有某醫院使用硫酸羥氯喹和阿奇霉素來治療輕中症患者，意外得到不錯的效果，於是各國的醫院紛紛舊藥新用。雖然中國和法國小規模臨床實驗中，發現對治療嚴重特殊傳染性肺炎病毒似乎有效，但這個試驗非隨機分派，且有明顯的選擇偏差，如：使用硫酸羟氯喹組，最終分析時排除的6人中，3人變成重症需使用呼吸器，1人死亡；反觀未使用硫酸羟氯喹組，沒人重症，沒人死亡，最後因研究與主流宣傳相左，本研究已被撤稿。
值得注意的是：奎寧與硫酸羥氯喹為兩種不同的藥物。小劑量的硫酸羥氯喹已可達到對新冠的預防和早期治療效果。而為達到足夠的抗病毒效果，需使用高劑量的奎寧（約為常規使用劑量的1.5倍或更高），會使心律傳導出現異常使QT段延長並發生長QT症，進而發生心律不整，甚至死亡；但這類副作用在類風濕關節炎及紅斑性狼瘡的治療時，因劑量較低並不常見。

## 药理
奎宁抗疟药理不明。在疟疾早期和中期往往无效，而在晚期（久疟）效果较好。对疟原虫的红细胞前期、红细胞外期（红外期）及（恶性疟的）配子体期无作用（故不能中断传播链），对疟疾的传播、复发、病因性预防无效。不能根治良性瘧（非恶性疟），长疗程可根治恶性疟。广泛接受的假说认为类似于氯喹的药理模型，涉及血基質解毒路径（Heme Detoxification pathway）的疟原虫色素生物结晶的抑制，其中利用了细胞毒性血基質的聚集在疟原虫上导致其死亡。